# Höhle 4Q

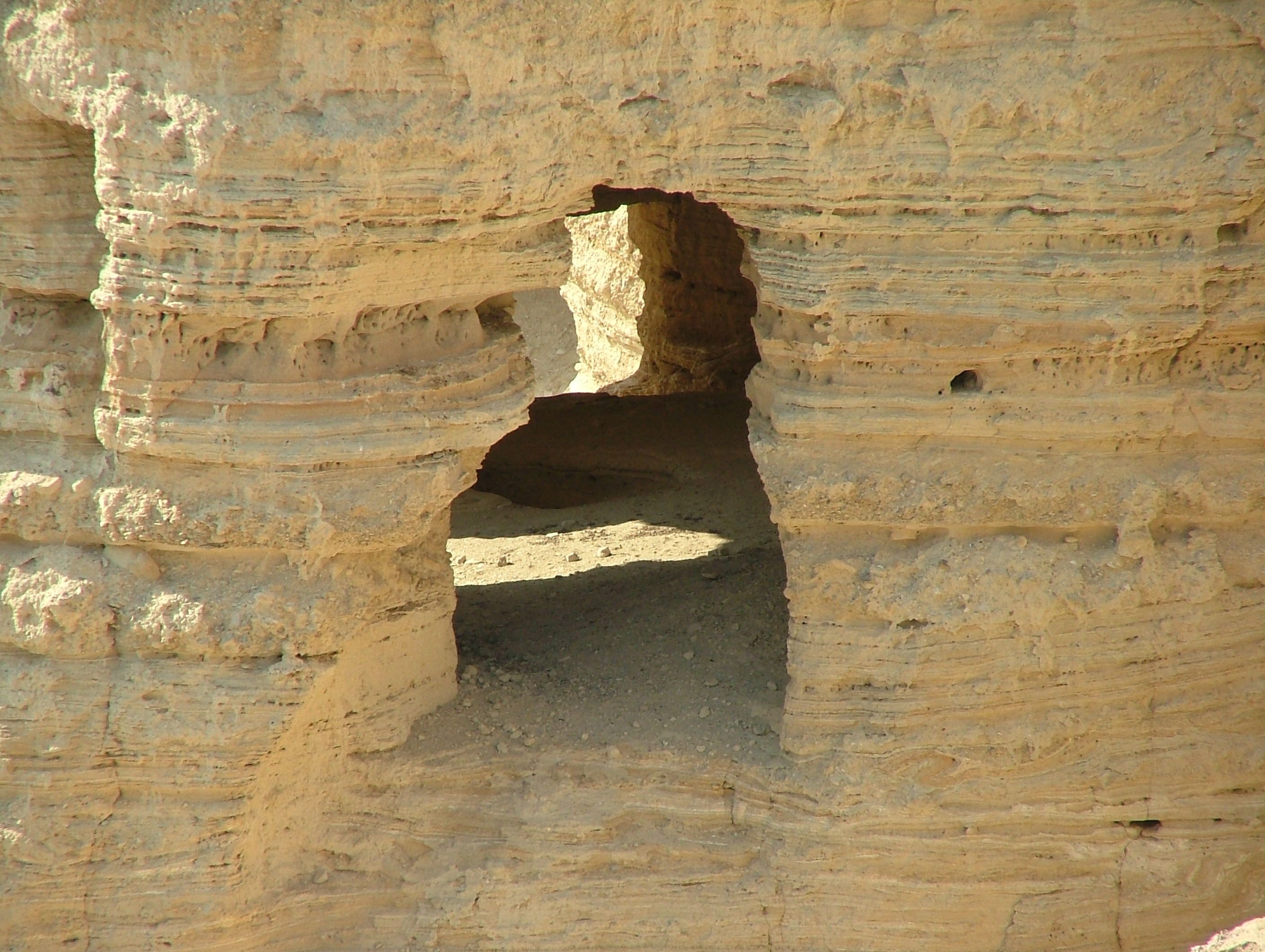
Eingang der Höhle 4Q

Höhle 4Q ist eine Höhle in dem Mergelplateau etwa 150 Meter südwestlich der archäologischen Stätte Qumran am Toten Meer. Der von weitem sichtbare Doppeleingang ist zum Wahrzeichen Qumrans geworden. Die Höhle enthielt etwa 15.000 Fragmente von Schriftrollen in schlechtem Erhaltungszustand. Sie waren dort nur abgelegt, nicht geschützt deponiert worden und deshalb den natürlichen Zerstörungsprozessen ausgesetzt.

## Beschreibung
4Q ist eine künstlich angelegte Doppelhöhle. Der von Menschenhand eingeebnete Boden ermöglichte eine Wohnnutzung; dies unterscheidet Höhle 4Q von Naturhöhlen im Mergel, die nur als Versteck geeignet waren. Auffällig sind Löcher auf gleicher Höhe in der Höhlenwand, für die Lawrence Schiffman eine Interpretation als Wandverankerungen für antike Bücherschränke vorgeschlagen hat.
Die größere Höhle 4a ist maximal 8 m lang, 3,25 m breit und 3 m hoch. Sie hat drei Kammern, eine davon ist mit etwa 8 × 3,25 m Grundfläche fast ein Saal. Der Eingang befindet sich im Westen; im Osten gibt es ein kleines Fenster, das der Belüftung dient. Die südwestlich benachbarte Höhle 4b ist bis zu 2 m lang, 2,5 m breit und 2 m hoch. Sie besteht aus zwei Kammern.

## Archäologische Erforschung

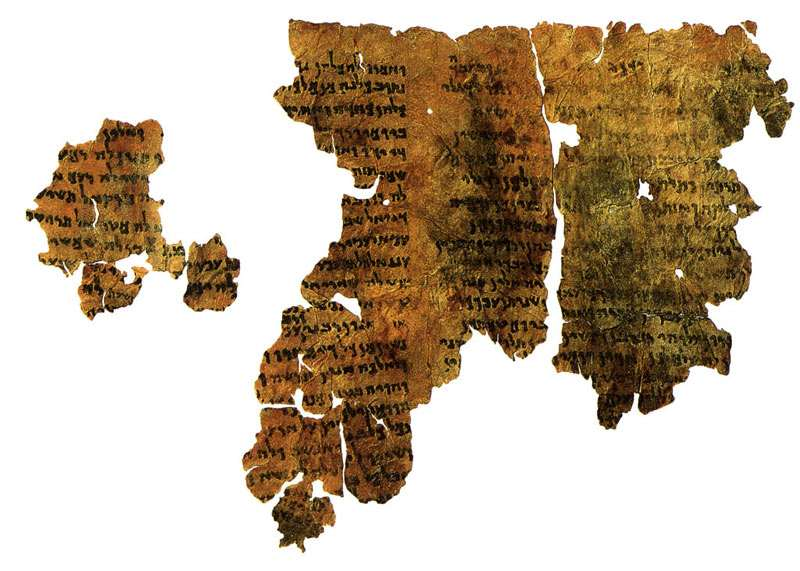
Fragment des aramäischen Henochbuchs (4Q201).

Das Team von Roland de Vaux führte im September 1952 unter hohem Zeitdruck Ausgrabungen in Höhle 4Q durch, nachdem diese vorher schon von Beduinen gründlich durchsucht worden war. Die Dokumentation dieser archäologischen Erforschung ist unzureichend, so gibt es beispielsweise keine Fotos der Schriftrollen in situ, und die Beschreibung ihrer Lage ist nicht genau. Es war ein Rettungsunternehmen, bei dem möglichst viele antike Texte für die Forschung gesichert werden sollten, bevor sie (unter Verlust des Fundkontextes) auf dem Antikenmarkt landeten.
Die Archäologen fanden am Höhlenboden eine dicke Ablagerung von Mergelstaub und trockenem Tierkot vor. Kleine Hügel deuteten an, wo sich Schriftrollen befanden. Józef T. Milik erinnerte sich: „Wie einen Korken drehte ich eine Rolle vorsichtig in immer gleicher Richtung heraus. Ich begriff sofort, daß es sich um eine Abschrift des Henochbuchs handelte... Die Höhle wurde bis auf den gewachsenen Fels ausgeräumt.“
Höhle 4b war fast leer.
Außer Tausenden von Pergament- und Papyrusresten bargen die Archäologen in Höhle 4a über 100 etwa 18 cm lange Lederriemen, mit denen die Rollen ursprünglich umwickelt waren, sowie Stoffreste, Keramik (zwölf Tonkrüge, mehrere Teller und Schüsseln, ein Kochtopf, eine Öllampe). Bemerkenswert war der Fund von mehreren ledernen Tefillin (mit Inhalt) sowie einer kleinen Mesusa. Es wurden Holzreste gefunden, und die Beduinen gaben an, weitere Holzteile aus der Höhle den Hang hinunter geworfen zu haben. Die Höhle war also in der Antike möbliert, in welcher Weise, kann nicht mehr rekonstruiert werden.

## Die Schriftrollen aus 4Q

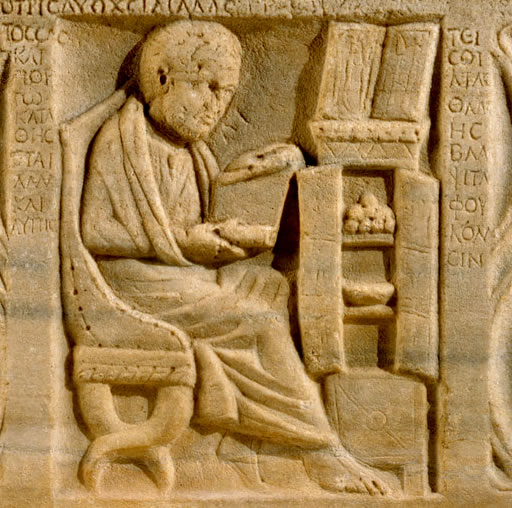
Spätantike Darstellung eines Lesers vor einem offenen Bücherschrank, in dem die Schriftrollen „wie heute Weinflaschen“ aufbewahrt wurden.

Die Höhlen 1Q bis 4Q enthielten im Durchschnitt ältere Schriftrollen als die übrigen Qumranhöhlen. Es kann statistisch belegt werden, dass diese Verteilung der Rollen auf die einzelnen Höhlen nicht zufällig zustande gekommen sein kann. Die folgende Interpretation geht mit der Mehrheit der Forscher davon aus, dass die Schriftrollen vom Toten Meer aus der Siedlung Qumran in die Höhlen gebracht wurden. Zwischen 9 v. Chr. und 4 v. Chr. wurde Qumran durch einen Brand zerstört. Schriftrollen, die älter sind, müssen vor diesem Zeitpunkt außerhalb der Siedlung gelagert worden sein (oder sie sind erst später nach Qumran gelangt). Hier bietet sich die Deutung von Höhle 4Q als Bibliothek an. Höhle 1Q könnte dann ein Versteck sein, in das die Qumranbewohner einige wertvolle Rollen aus 4Q zu ihrem besseren Schutz vor den Römern umgelagert hatten, bevor ihre Siedlung im Jüdischen Krieg zerstört wurde.

### Deutungsvorschlag: Bibliothek
Lawrence Schiffman sieht die Höhle 4Q als einzigen Ort im ganzen Areal von Qumran, an dem die oft im Sinne eines Schriftencorpus angenommene „Qumran-Bibliothek“ auch ganz real als eine Anzahl von Schriftrollen in antiken Bücherschränken Platz gefunden hätte. Dafür sprächen einerseits die Löcher in der Höhlenwand, womit die hölzerne Regalkonstruktion stabilisiert worden sein könnte, zweitens auch die Nähe zur Siedlung, damit die gute Erreichbarkeit.
Allerdings passt der Befund von Qumran nicht zu dem, was man über das antike Bibliothekswesen weiß. Diese Sammlung von Schriftrollen „gehört zu einer anderen Tradition, weder griechisch noch römisch.“

### Deutungsvorschlag: Geniza
Da eine Höhle in der Felswand als Bibliothek nach heutigem Maßstab recht unpraktisch ist, hatten Eliezer Sukenik und Karl-Heinrich Rengstorff eine Deutung als Geniza vorgeschlagen. Die Deutung als Geniza kann erklären, warum die Texte so wenig gegen Umwelteinflüsse geschützt wurden: Eine Geniza diente zur zeitweisen Lagerung und Sammlung heiliger Texte, nicht zu ihrer dauerhaften Deponierung.
Dagegen spricht allerdings, dass Genizot erst seit dem Mittelalter bezeugt sind. Sie entstanden, weil Beschädigungen an heiligen Texten nur in bestimmtem Umfang behebbar waren und für die nicht mehr restaurierbaren Schriften ein würdiger Aufbewahrungsort gebraucht wurde. Dahinter stehen Regelungen im jüdischen Religionsgesetz, die im Mittelalter verbindlich waren, aber nicht einfach auf die Antike übertragbar sind. Ein Fragment wie 4Q51 zeigt, dass in Qumran andere Maßstäbe galten: Risse wurden genäht, auf Löcher wurden Flicken gesetzt.

## Antike Besuche nach Zerstörung von Qumran
Wahrscheinlich haben Menschen die Höhle 4Q auch nach Ende der Qumran-Siedlung aufgesucht. Dazu passt die Datierung der Öllampe. „Ein hebräischer Text ist auf seiner Rückseite mit einer griechischen Einkaufsliste beschrieben.“ Über den Zweck dieser Besuche und eine mögliche Nutzung als Wohnhöhle lässt sich keine Aussage treffen.
Bereits vor der Entdeckung durch Beduinen war jemand hier eingedrungen und hatte die Höhle durchsucht, Material verstreut und vermutlich auch mitgenommen. Dagegen ließ sich die Vermutung, die hier gelagerten Texte seien mutwillig zerrissen worden, etwa von römischen Legionären, widerlegen: 4Q365, vermeintliches Beispiel einer solchen gefledderten Schriftrolle, war entlang natürlicher Bruchstellen im Pergament im Laufe der Zeit zerfallen.